# Le Vigen

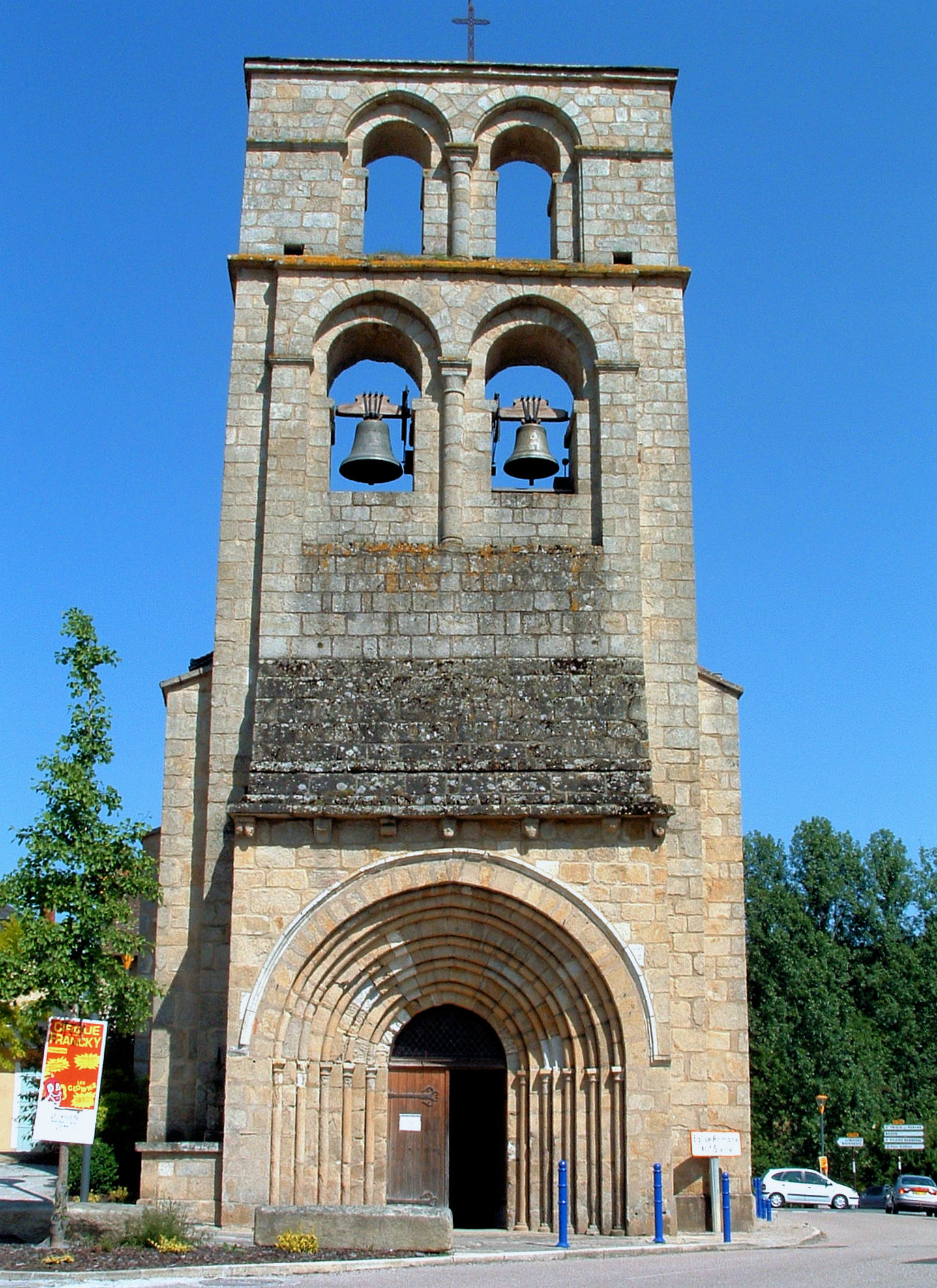
Zabytkowy Kościół św. Mathurina (2002)

Le Vigen – miejscowość i gmina we Francji, w regionie Nowa Akwitania, w departamencie Haute-Vienne.
Według danych na rok 1990 gminę zamieszkiwało 1550 osób, a gęstość zaludnienia wynosiła 53 osoby/km² (wśród 747 gmin Limousin Le Vigen plasuje się na 66. miejscu pod względem liczby ludności, natomiast pod względem powierzchni na miejscu 181.).

## Populacja

Populacja Le Vigen w latach 1962–2008